# Niżnie Walentkowe Wrótka
Niżnie Walentkowe Wrótka (słow. Nižné Valentkove vrátka, niem. Unteres Valentinstor, węg. Alsó-Bálint-kapu) – mało wybitne wcięcie w Walentkowej Grani (Valentkov hrebeň) w Tatrach Wysokich. Znajduje się pomiędzy Małą Walentkową Czubą (Malý Valentkov zub, 2108 m) a Pośrednią Walentkową Czubą (Prostredný Valentkov zub, 2107 m). Takie położenie tej przełączki podaje „Czterojęzyczny słownik geograficzny Tatr”. Na mapie „Orlej Perci” (skala 1:5000) Niżnie Walentkowe Wrótka są bezimienne, podana jest natomiast ich wysokość – 2099 m. Według tej mapy jest to więc najgłębsze wcięcie w Walentkowej Grani.
Stoki południowo-wschodnie opadają ścianą do Zadniego Stawu w Dolinie Pięciu Stawów Polskich. Dołem ściana podsypana jest piargami. Również skaliste stoki wschodnie opadają do kotła Kamienne w Dolinie Walentkowej (Valentkova dolina).
Wrótka to często używane w tatrologii określenie rodzaju przełęczy. Zazwyczaj jest to niewielka, ale wyraźnie wcięta w grań lub skalne żebro przełączka, lub przejście między skałami na dnie doliny.
Pierwsze znane przejście Walentkową Granią: latem Tadeusz Grabowski i Adam Staniszewski w 1907 r., zimą Edúard Ganoczi i István Zamkovszky w 1927 r.